# 社會創新及創業發展基金
社會創新及創業發展基金（英語：The Social Innovation and Entrepreneurship Development Fund，簡稱：社創基金，縮寫：SIE Fund）為香港扶貧委員會轄下的政府基金，香港政府希望投放資源，扶助創新意念，透過不同途徑加強社會資本，幫助解決貧窮問題。

## 成立目的
身兼扶貧委員會主席的政務司司長林鄭月娥指出，希望透過此基金資助項目，為有需要人士提供就業的機會。她亦認為需多應用科技，鼓勵跨界別合作及以創新精神試驗不同的服務模式，從中產生新業務或新服務，以回應社會的需要，為青年人及基層人士創造向上流動的機會。

## 協創機構
首階段會撥款5,000萬元，期望在3年之內培育2,700名社會創業家及資助100個創新扶貧方案。此基金專責小組主席張仁良表示，期望透過跨界別的合作，應對香港的貧窮和社會孤立問題。四間獲委聘的協創機構包括︰
- 香港社會服務聯會
- 理大科技及顧問有限公司
- 心苗(亞洲)慈善基金有限公司
- 葉氏家族慈善機構

## 受惠機構 (部份)
受惠機構主要是一些沒有居留條件限制並需要支援的香港居民，包括長者、殘疾人士、單親家庭、少數族裔、低收入家庭、新來港人士，以及在接受教育和獲得機會方面處於弱勢的人士。過往接受資助的機構包括︰
- 樂柔美[5]
- 龍耳電視[6]
- 香港中文大學手語及聾人研究中心[7]

## 舉辦體驗活動
此基金與政府青少年網站合辦「社創CEO大專賽」，希望通過落區體驗、參加講座和思考如何營商等，加強學生對社會創新和扶貧的認識，並以創新手法應對社會和貧窮問題。

## 外部連結
- 《社會創新及創業發展基金》官網 （页面存档备份，存于）
- 社會創新及創業發展基金的Facebook專頁